# Seniorentreff im Internet
Seniorentreff im Internet (ST, seniorentreff.de) ist ein soziales Netzwerk für deutschsprachige Menschen reiferen Alters, das von dem Ehepaar Margit und Karl-Friedrich Fischbach betrieben wird.

## Geschichte
Die Domäne Seniorentreff.de wurde im Januar 1998 von Margit Fischbach und Karl-Friedrich Fischbach als eine der ersten deutschsprachigen Online-Plattformen für die Begegnung und Kommunikation älterer Menschen in Betrieb genommen. Von Juni 2017 - Juni 2025 wurde die Webseite des Seniorentreffs vom Privatinstitut für Transparenz im Gesundheitswesen GmbH betrieben, wobei die Gründer Margit Fischbach und Karl-Friedrich Fischbach die Webseite weiter administriert haben. Ab Juli 2025 ist die Webseite wieder allein in den Händen der Gründer.
Der Seniorentreff hat nach Auskunft der Betreiber das Ziel, eine Plattform für die Kommunikation und für den Austausch unter älterer Menschen zur Verbesserung ihrer Lebensqualität zu schaffen. In einem Interview mit dem Vorsitzenden der Zentrale für Unterrichtsmedien im Internet, Karl-Otto Kirst, betonte Margit Fischbach, dass der Seniorentreff eine Plattform bereitstelle, die die Mitglieder selbst mit Leben füllen würden.
Die Website versucht den Ansprüchen von Senioren in Bezug auf Schriftgröße und gut lesbare Farben zu entsprechen, Anglizismen sollen möglichst vermieden werden. Mit der Vergrößerung des Betreiberteams des Seniorentreffs ging im Juli 2017 ein größerer Software Umbau des Seniorentreffs einher. Ziel hierfür war die Herstellung von responsive Webdesign, da auch mehr und mehr Senioren mit Tablets oder Smartphones unterwegs sind.
In der Presse erfährt der Seniorentreff im Internet durchgehend eine positive Resonanz und es wird das Potential betont, der Vereinsamung im Alter mithilfe des Internets entkommen zu können.

## Erweiterungen
In der Coronazeit wurde der Seniorentreff im Internet durch einen täglichen Videochat und monatliche Vortragsevents erweitert. Die Vorträge dort werden aufgezeichnet und auf dem Youtubekanal des Seniorentreffs seniorentreff.tv dokumentiert.

## Nutzung
Das Netzwerk wird insbesondere von deutschsprachigen Internetteilnehmern vor allem ab 50 Jahren weltweit genutzt. Ein verbindliches Alter für die Zulassung einer Mitgliedschaft besteht nicht. Den Mitgliedern stehen kostenlos Homepage, Privatnachrichten, Blogs, Foren und Räume zum Chatten zur Verfügung. Die Webtraffic-Analyse bei Alexa.com verzeichnet besonders seit 2011/2012 starke Zuwachsraten sowie eine überdurchschnittlich hohe Verweildauer auf Seniorentreff.de, was für wachsendes Interesse, starke Nutzerbindung und hochwertige Inhalte spricht. Nach eigenen Angaben hat der Seniorentreff im Januar 2025 etwa 30.000 registrierte Mitglieder und jeden Monat bis zu 1.000.000 eindeutige Besucher, da öffentliche Inhalte auch ohne Registrierung gelesen werden können.

## Privatsphäre und Sicherheit
Seniorentreff.de verfolgt die Richtlinien und technischen Neuerungen zum Schutz personenbezogener Daten. Das Netzwerk verzichtet auf die Mitgliedergewinnung über das Auswerten individueller Adressbücher und Kontaktdaten. Jedes Mitglied kann selbst entscheiden, wem seine individuellen Profilangaben angezeigt werden. Persönliche Registrierungsdaten und auch die E-Mail-Adressen der Nutzer werden grundsätzlich nicht an Dritte weitergegeben. Über Aspekte des Datenschutzes und den Umgang mit persönlichen Daten wird im Seniorentreff-Hilfebereich informiert.

## Finanzierung
Die Betriebskosten für das Portal Seniorentreff im Internet werden über die Vermarktung von Werbebannern finanziert.